# Synagoge van Lendava
De Synagoge van Lendava (Sloveens: Sinagoga Lendava, Hongaars: Lendvai Zsinagóga, Duits: Synagoge von Lindau) is een voormalige synagoge in de Sloveense plaats Lendava, historisch onderdeel uitmakend van het Zala (historisch comitaat) in de Sloveense Mark van Hongarije. De voormalige synagoge biedt nu plaats aan een Joods Museum. Het gebouwd werd ontworpen door architect Imre Makovecz in 1866.
De synagoge werd gebouwd in de 18e eeuw en heeft tegenwoordig een permanente tentoonstelling over de geschiedenis van de joden in Lendava. In de buurt van de synagoge was een Joodse school, die functioneerde tot de jaren 1920 en eind jaren negentig werd afgebroken om de bouw van een Hongaars cultureel centrum en een begraafplaats met 176 grafstenen mogelijk te maken, ongeveer 40 uit de tweede helft van de 19e eeuw, de meeste van de rest uit de 20e eeuw bij het dorp Dolga Vas, net buiten de stad, waar een grote Joodse minderheid woonde. In Slovenië zijn slechts twee synagogen.

## Geschiedenis

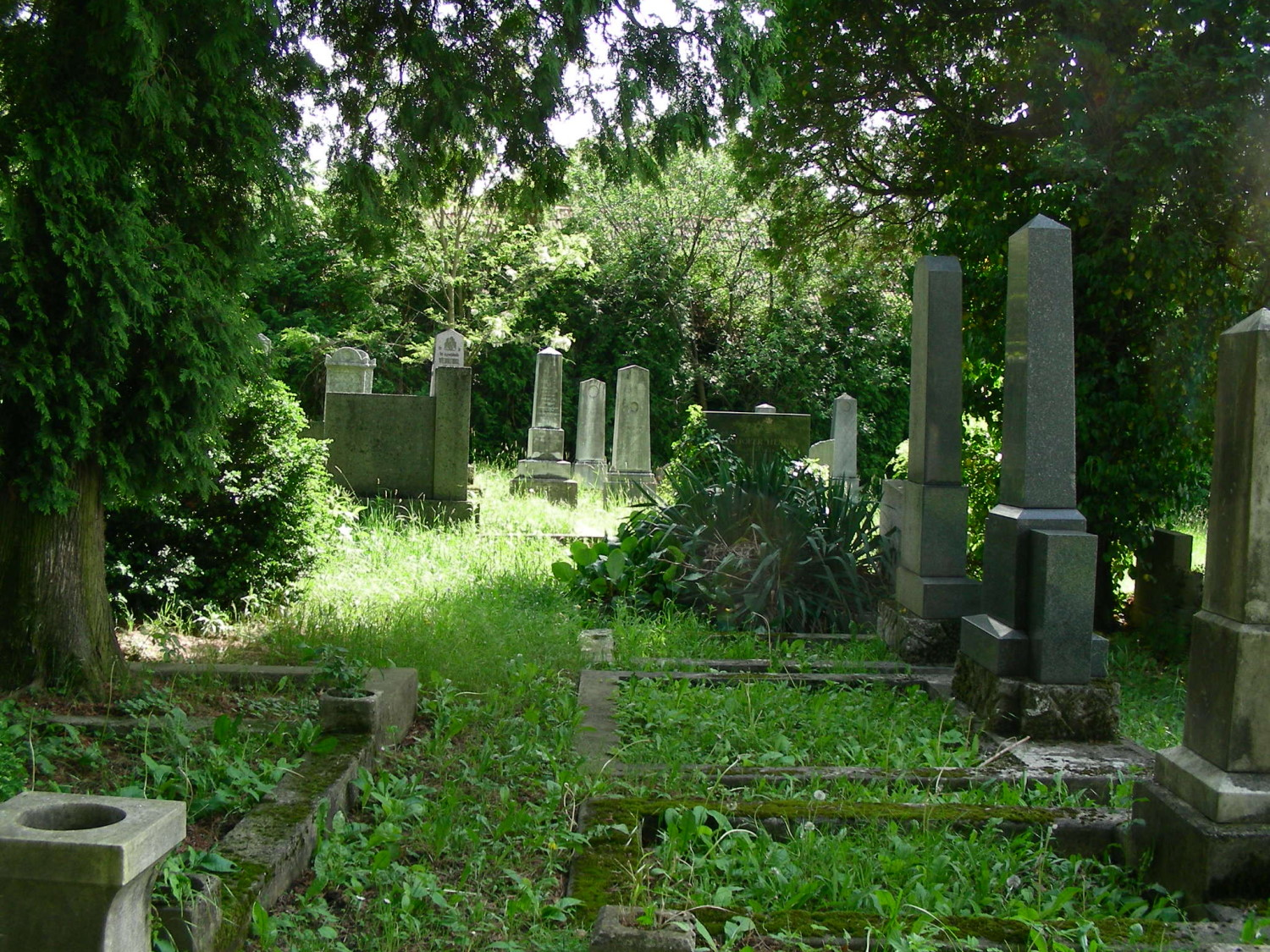
Joodse Begraafplaats

Joden uit het Koninkrijk Hongarije vestigden zich in 1773 in Lendava. Aan het einde van de 18e eeuw kwamen lokale Joden bijeen om te bidden bij de herbergier Bodog Weisz. In 1837 huurde de gemeenschap een huis voor gebruik als gebedsruimte, dat 50 zitplaatsen telde. In 1843 huurde en kocht de gemeenschap een ander gebouw, dat hun eerste echte synagoge was.
De bouw van een nieuwe synagoge begon in 1866, en dit gebouw staat nog steeds in het centrum van de stad aan Spodnja ulica 5. Het is een rechthoekige, bakstenen structuur met een puntdak. De hoeken zijn versierd met licht verhoogde, platte valse pilasters. Zwaar beschadigd door de Duitsers, werd het gebouw na de Tweede Wereldoorlog verkocht aan de stad door de Joodse Federatie van Joegoslavië en werd het gebruikt als magazijn.
In 1994 werd begonnen met de renovatie van de synagoge om te gebruiken als cultureel centrum, waar ook een tentoonstelling over de lokale Joodse geschiedenis in de vrouwengalerij zal worden gehouden, daarnaast vinden er ook tijdelijke kunstexposities plaats. De enige originele decoratieve interieurelementen die in het gebouw zijn overgebleven, zijn zes gegroefde gietijzeren pilaren die een herbouwde galerij ondersteunen, plus trapleuningen en een kleine nis in het trappenhuis. Het eenmalige ronde roosvenster boven de Ark is veranderd in een boogvenster en twee van de boogvormige zijvensters (die alleen aan de zuidkant bestaan) zijn verlengd en vergroot. Het derde (linker) raam De zuidkant is in zijn oorspronkelijke vorm en grootte gelaten. Er is ook een boograam boven de deur aan de westkant.